# Future past glory
Future past glory is een kunstwerk van Liet Heringa en Maarten van Kalsbeek in Amsterdam-Zuid.
Het roestvaststalen beeld van 8,5 meter breedte en 5,30 meter hoogte staat in het Beatrixpark. Het is een eerbetoon aan architecte Ko Mulder, van 1930 tot 1965 werkend bij de Dienst der Publieke Werken. Zij was verantwoordelijk voor de inrichting van genoemd park, maar was betrokken bij de stedenbouwkundige inrichting van de stad Amsterdam met name die van na de Tweede Wereldoorlog. Daarnaast was ze ook betrokken bij de inrichting van de vele speelplaatsen met of zonder pierenbadjes, waarvoor architect Aldo van Eyck toestellen en badjes ontwierp. Een dergelijk bouwsel is ook in het Beatrixpark te vinden.
De kunstenaars lieten zich beïnvloeden door het leven en werk van Mulder. In het beeld, dat gaandeweg de realisatie steeds aangepast werd, verwerkten zij bijvoorbeeld de jeugd van Mulder, die in Nederlands-Indië opgroeide en zelf aangaf beïnvloed te zijn door de overvloedige versierselen van de Borobudur. Een aantal versierselen op het beeld in het Beatrixpark verwijzen naar de vorming van de stad Amsterdam, gecentreerd rond de Dam vonden en die zich in steeds groter wordende cirkels ontwikkelde. Aan de hand van tekeningen die de kunstenaars leverden werden door lasertechniek uit platen roestvast staal elementen gesneden en vervolgens aan het beeld vastgemaakt. Deze haast tweedimensionale onderdelen vormen door ze achter elkaar te plaatsen een driedimensionaal beeld, al is de diepte niet groot ten opzichte van breedte en hoogte. Een deel lijkt daarbij voorover te hangen, een verwijzing, aldus de kunstenaars, naar de naar voren hangende gevels van Amsterdamse grachtenpanden, die door schoorconstructies op hun plaats worden gehouden.
Het is het derde eerbetoon in Amsterdam aan Ko Mulder. In 1990 werd een plein naar haar vernoemd. Op dat plein staat sinds 1997 het Gedenkteken Ir. Jakoba Mulder. Future past glory werd op 12 oktober 2018 onthuld door de toen net aangestelde wethouder Kunst en Cultuur Touria Meliani ter viering van het 80-jarig bestaan van het park. De plannen dateren echter al van 2013, toen het park 75 jaar bestond.

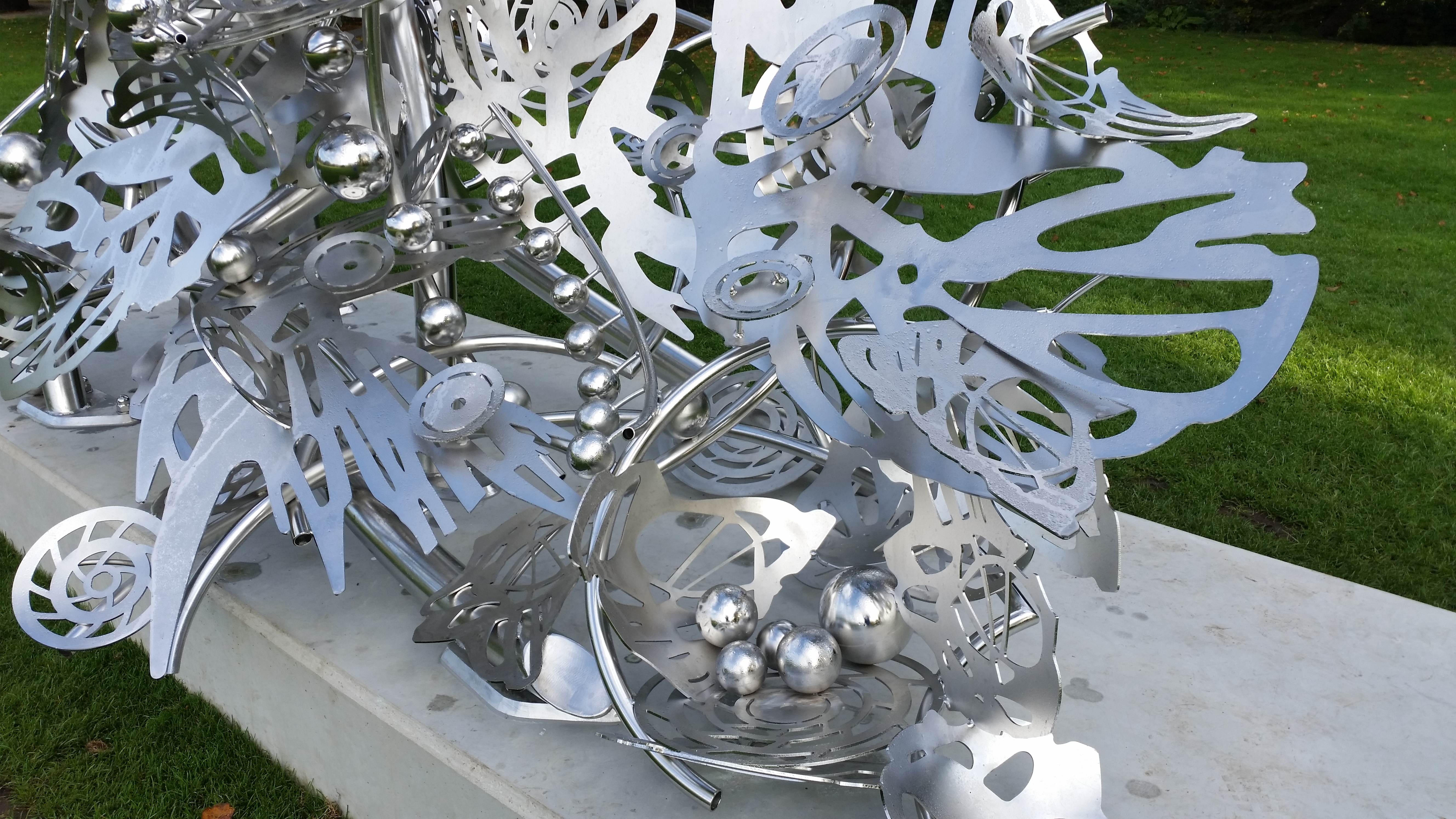
Detail van beeld (16 oktober 2018)